# Karl Ferstl
Karl Ferstl (31 de dezembro de 1945) é um velejador austríaco, medalhista olímpico. Ele competiu nos Jogos Olímpicos de Verão de 1980 na classe Star e conquistou a medalha de prata ao lado de Hubert Raudaschl. Nesta edição, Ferstl foi porta-bandeira na cerimônia de abertura.